# Židovská čtvrť

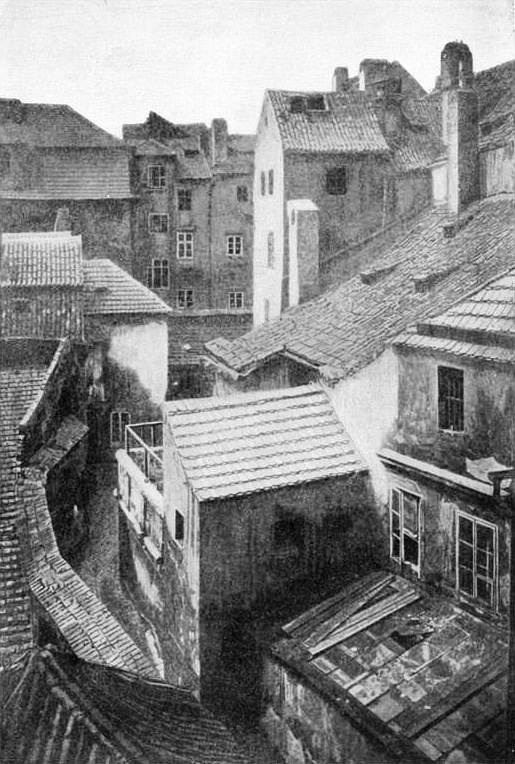
Židovské město v Praze kolem roku 1890

Židovská čtvrť (v případě většího rozsahu též židovské město) je část města, ve které na malém území žila, či doposud žije, početná židovská menšina. Již ve středověku byli Židé vyčleňováni z oblasti obydlené majoritní populací, takže židovské čtvrtě měly někdy formu uzavřeného ghetta. Židovské čtvrtě obvykle tvořily v rámci většího města svébytné urbanistické celky s křivolakými uličkami, velkým množstvím domů a centrálním prostorem se synagogou.
V českých zemích byly některé židovské čtvrtě po roce 1850 (po zrušení patrimoniální správy) samostatnými obcemi s vlastní samosprávou. K jejich sloučení s městem, v nichž se nacházely, došlo po vzniku Československa v roce 1918.

## Některé židovské čtvrtě
Česko
- Boskovice: židovské město
- Dolní Kounice: židovská čtvrť
- Holešov: židovská čtvrť
- Mikulov: židovská čtvrť
- Praha: židovské město (Josefov)
- Slavkov u Brna: židovská čtvrť
- Třebíč: židovská čtvrť (Zámostí)
- Uherský Brod: židovská čtvrť

Svět
- Jeruzalém: židovská čtvrť
- Krakov: židovská čtvrť Kazimierz
- Marrákeš: židovská čtvrť Mellah
- Sevilla: židovská čtvrť Barrio Santa Cruz
- New York: židovská čtvrť